# Salvator Mundi

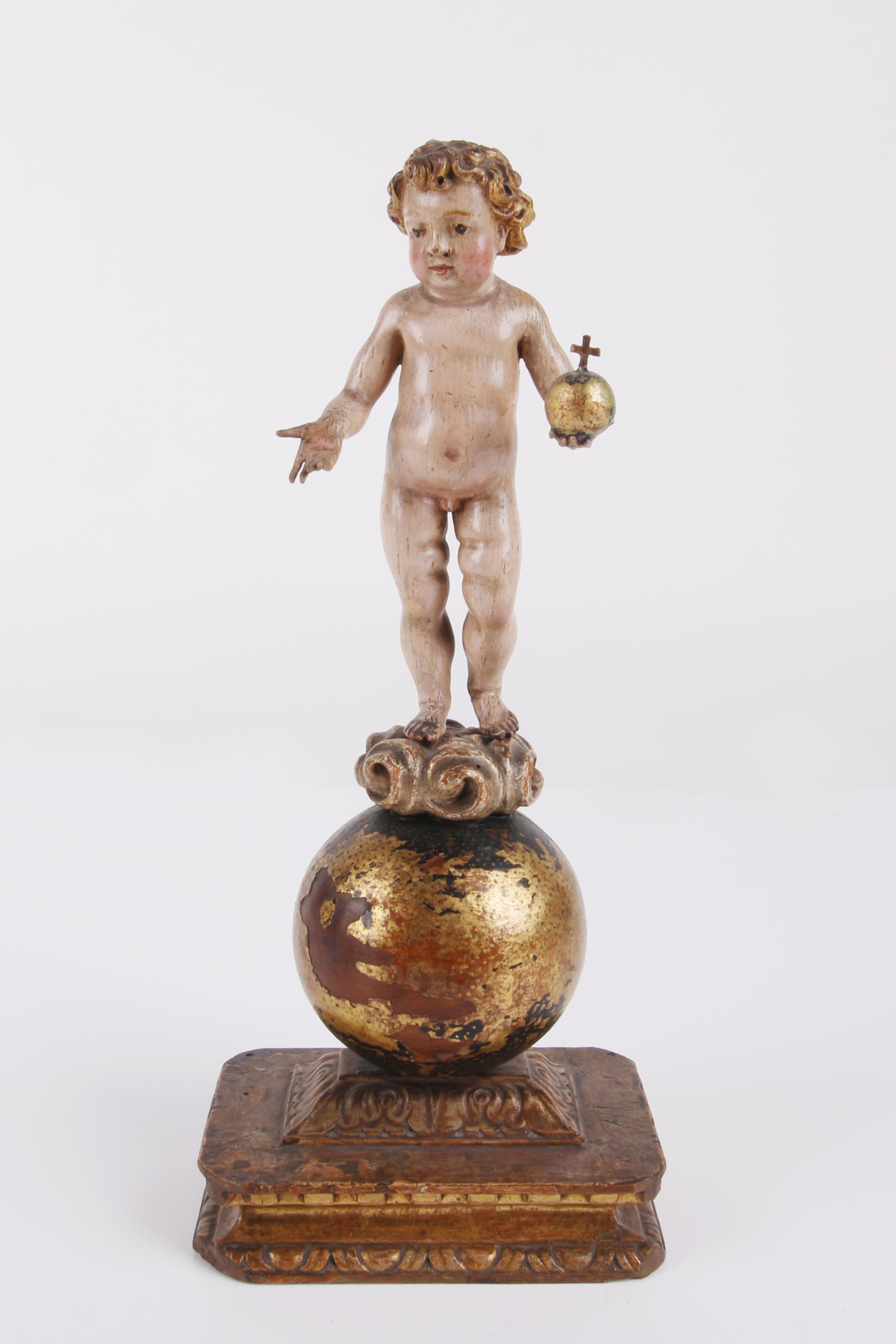
Menino Jesus Salvador do Mundo (séc. XVII)

Salvator Mundi, ou Salvador do Mundo, é um tema da iconografia de Jesus Cristo, representando-O, em menino ou idade adulta, com a Sua mão direita fazendo uma bênção e a mão esquerda segurando um globo de soberano encimado por uma cruz, conhecido como globus cruciger. Este último simboliza a Terra, e a composição tem fortes ligações escatológicas.

## Pintura
O tema foi tornado popular por pintores do norte da Europa, como Jan van Eyck, Hans Memling, e Albrecht Dürer. Existem diversas versões do tema atribuídas a Ticiano, em especial a exposta no Museu Hermitage.
Em França, Leonardo da Vinci pintou este tema para Luís XII entre 1506 e 1513. Aceita-se em geral que tal obra se perdeu, embora o Marquês de Ganay tenha afirmado que a versão em sua posse (em 1911) era a original. 
Em Portugal, as representações quer na escultura, quer na pintura, do Menino Jesus Salvador do Mundo são normalmente desnudas, como se observa na pintura de Josefa de Óbidos do séc XVII.
- El Salvador (1610-14) por El Greco no Museu El Greco.
- Salvator Mundi (ca. 1505) por Dürer no Metropolitan Museum of Art.
- Cristo com esfera (cópia) no Museu Nacional de Belas Artes
- O Menino Jesus Salvador do Mundo por Josefa de Óbidos na Igreja de Cascais

### Salvator Mundide Da Vinci

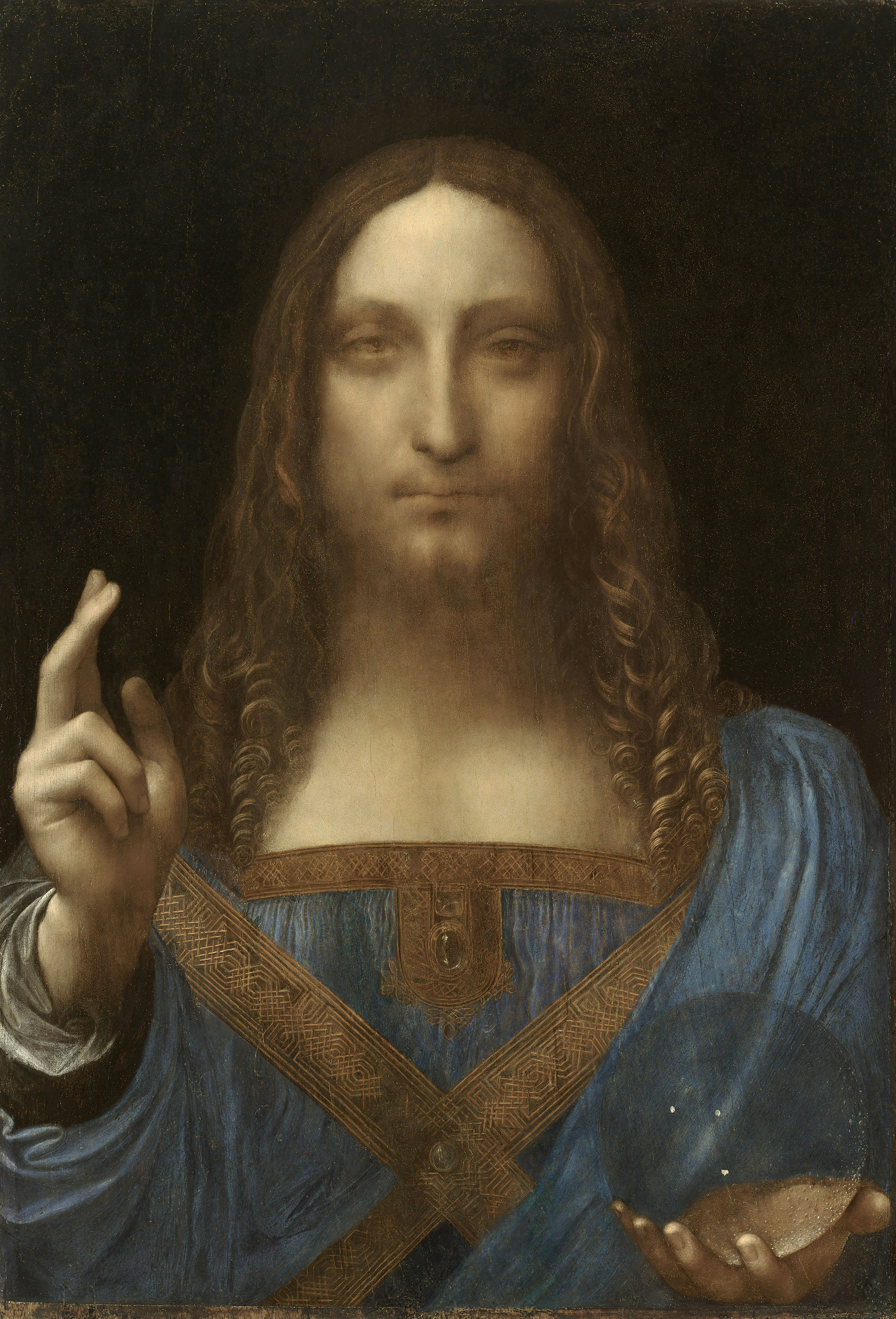
Salvator Mundi (c. 1500), Leonardo da Vinci

O quadro (65,6 x 45,5 cm) Salvator Mundi de Leonardo da Vinci é o último quadro conhecido do pintor que permanece em coleção privada.
Em 15 de novembro de 2017, foi a leilão novamente, se tornando a obra de arte mais cara da história ao ser leiloada por 450 milhões de dólares, o que equivale a cerca de R$ 1,5 bilhão. A casa de leilões Christie’s havia estimado um valor mínimo de 100 milhões de dólares para a obra, mas em apenas três minutos depois de iniciado o leilão, o valor já tinha alcançado mais de 200 milhões de dólares. O leilão durou cerca de 20 minutos. O comprador foi o príncipe saudita Bader bin Abdullah bin Mohammed bin Farhan al Saud.